# Moshe Shem Tov
Moshe Shem Tov (in ebraico  משה שם טוב ‎?; Bulgaria, 30 aprile 1924 – Bat Yam, 25 dicembre 2005) è stato un attivista bulgaro naturalizzato israeliano.
Egli fu il presidente dell'Associazione dei Sordi in Israele (Acha) dal 1972 al 1989. Fu il primo presidente ad approvare corsi di leadership per i giovani sordi, e li formò in collaborazione con il Ministero del Lavoro e del Welfare Sociale e la Fondazione Hanns Seidel, per diventare la prossima generazione di leader dell'Acha.
Shem Tov immigrò in Israele il 31 luglio 1948, all'età di 24 anni. La sua sordità non gli impedì di acquisire la lingua ebraica. Dopo il suo pensionamento dalla direzione dell'Acha, i sordi continuarono a recarsi al suo luogo di lavoro, e lui li aiutò durante il suo orario lavorativo. Ha fatto parte anche del comitato che ha selezionato le persone sorde per imparare l'insegnamento della lingua dei segni.

## Shem Tov e la comunità sorda

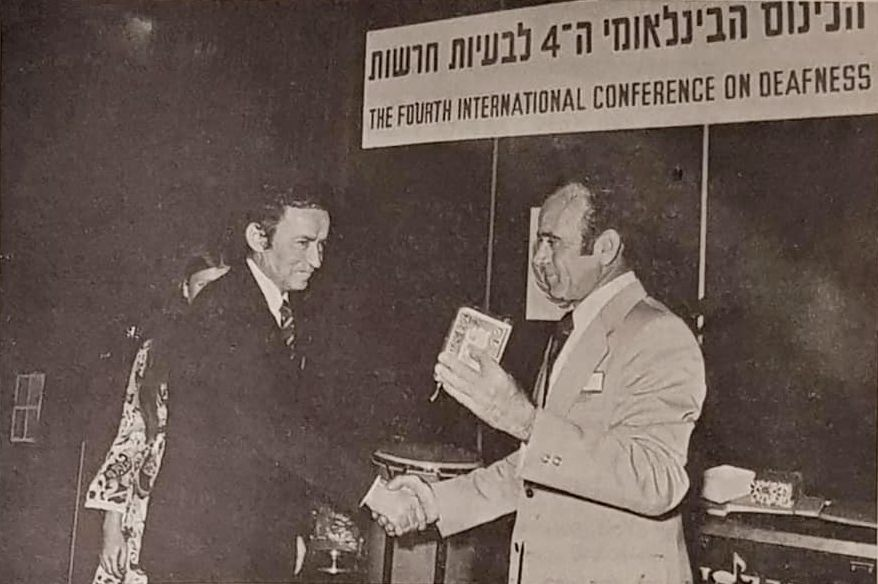
Moshe Shem Tov dà il benvenuto al Dragoljub Vukotić, presidente della Federazione Mondiale dei Sordi, e gli rende omaggio alla quarta conferenza internazionale sulla sordità a Bat Yam, 1973.

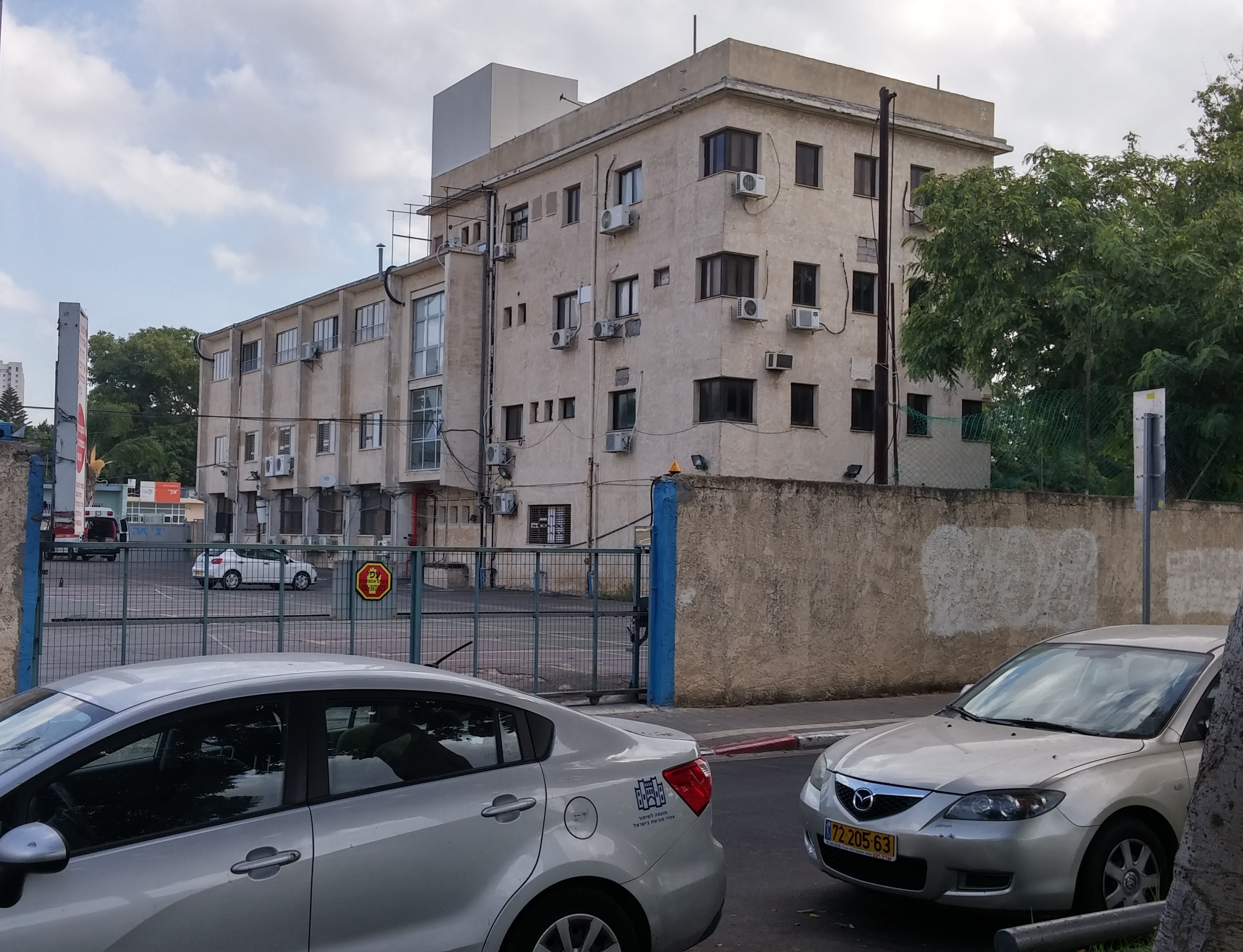
Casa di Helen Keller a Tel Aviv, 2016.
A destra: primo piano: filiale di Tel Aviv; secondo piano: Acha; terzo piano: Asach. A sinistra: la sala principale, per le conferenze, le feste e per le Assemblee Generali.

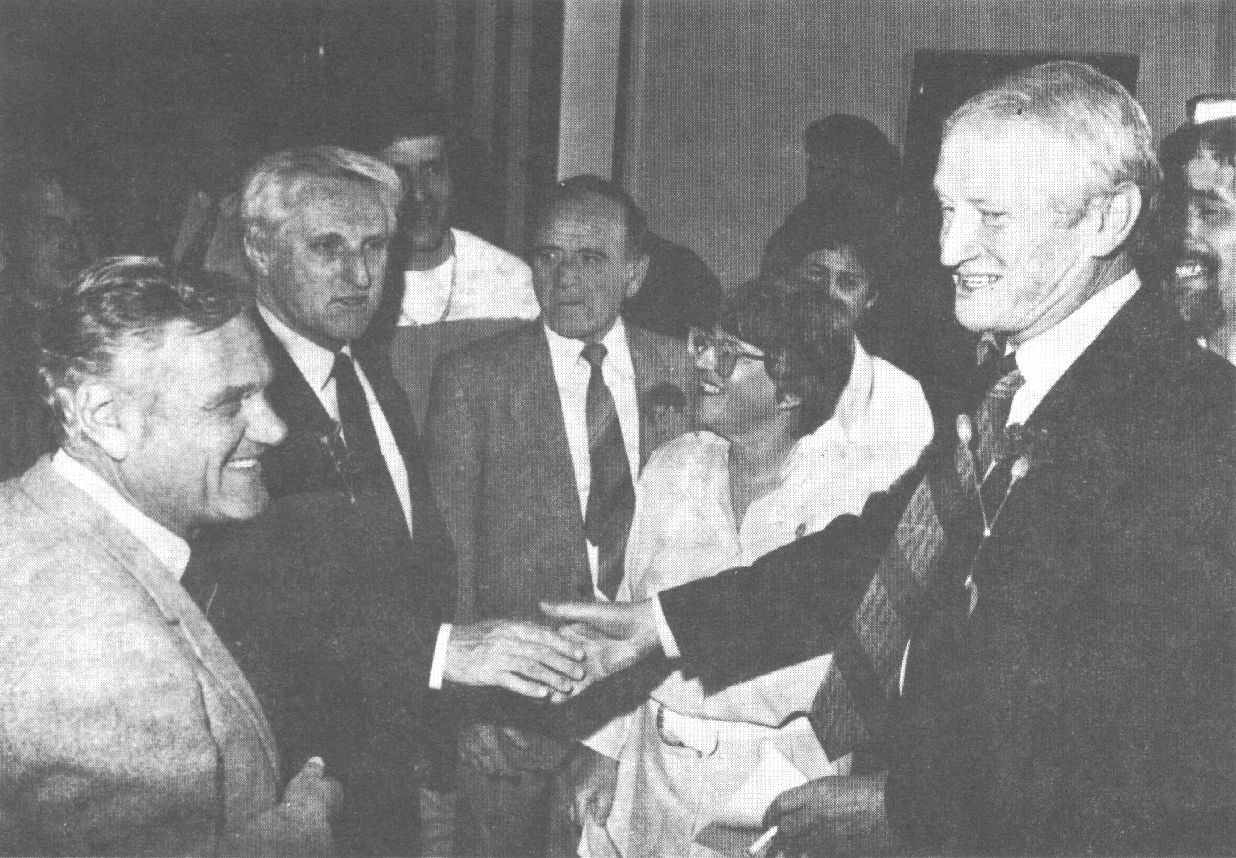
La cerimonia d'inaugurazione della Casa di Helen Keller, ristrutturata a Tel Aviv nel 1987, dopo i finanziamenti per i lavori di ristrutturazione del filantropo Leon Moe. Da sinistra a destra: Chaim Apter, ex presidente di Acha e segretario della l'Organizzazione Mondiale dei Sordi Ebrei; il sindaco di Tel Aviv, Shlomo Lahat; Moshe Shem Tov; Chava Savir, amministratore delegato di Acha; Leon Moe; Yehuda Zino, direttore della Casa di Helen Keller.

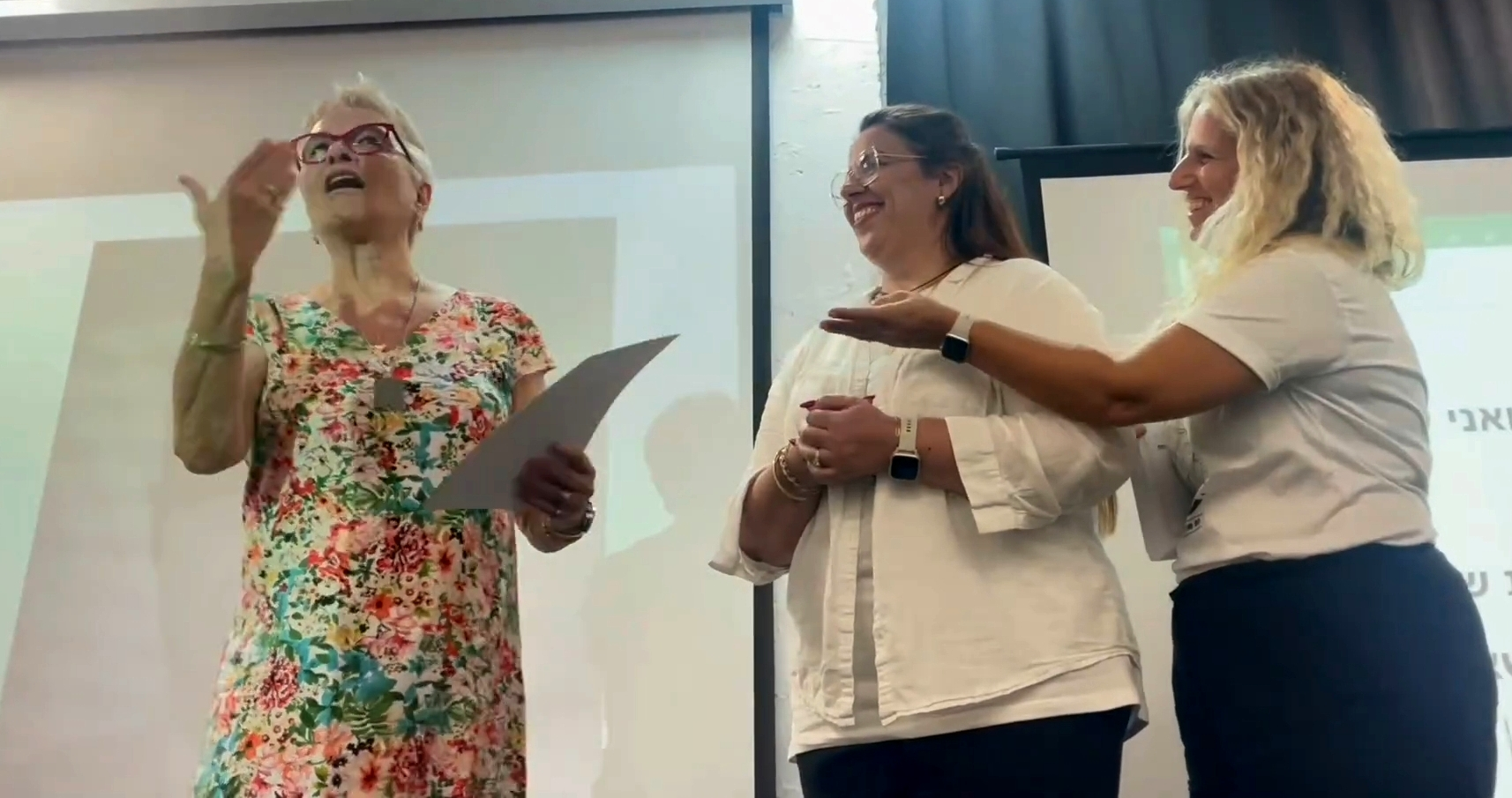
Eti Schwerzberg (al centro), presidente di Acha, e Mirit Eliyahu (a destra), membro del consiglio di amministrazione di Acha, consegnano un certificato di apprezzamento per Moshe Shem Tov a Ofra (a sinistra), sua figlia, Casa di Helen Keller, luglio 2024.

Quando Shem Tov era il presidente dell'Acha, le opzioni mediatiche erano più limitate. Non esistevano sottotitoli in televisione in Israele, che aveva un solo canale. Fax, Internet e smartphone non esistevano, e i documenti erano scritti con una macchina da scrivere. La mancanza di opzioni di comunicazione non ha impedito a Shem Tov di essere in continua comunicazione con l'Organizzazione Mondiale dei Sordi Ebrei e ha anche rappresentato l'Acha come membro valido della Federazione Mondiale dei Sordi.
Durante il 19–23 marzo 1973, l'Hotel Pan American di Bat Yam ospitò la Quarta Conferenza Internazionale sui Problemi della Sordità, organizzata da Acha sotto il patrocinio della Federazione Mondiale dei Sordi. Il sindaco di Bat Yam, Menachem Rothschild, partecipò alla cerimonia di apertura. Alla conferenza, Shem Tov fece un regalo al dottor Dragoljub Vukotić, il presidente della Federazione Mondiale che partecipò alla conferenza.
Acha operava e lavorava nella Casa di Helen Keller a Tel Aviv, insieme alla sua filiale di Tel Aviv. Shem Tov conosceva molti membri di Acha, poiché veniva scelto ogni anno da loro come delegato della filiale di Tel Aviv nelle elezioni democratiche e come presidente di Acha nelle assemblee generali di Acha, che erano regolamentate dalla legge israeliana sulle associazioni volontarie. Shem Tov conosceva anche la lingua dei segni ebraica algerina, poiché c'erano persone sorde provenienti dall'Algeria nella filiale di Tel Aviv. Nella Casa di Helen Keller c'erano anche l'Organizzazione Sportiva dei Sordi in Israele (Asach) e un collegio per alunni sordi. Il direttore del collegio era impiegato da Acha, e Shem Tov conosceva anche i sordi sin dalla loro gioventù. Nel 1985, durante una riorganizzazione della Casa di Helen Keller, su richiesta della filiale di Tel Aviv, il piano superiore del dormitorio fu trasferito all'Asach, che precedentemente era situato in una piccola stanza al piano terra della Casa di Helen Keller, e il collegio fu trasferito a Onim.
Accanto al suo liberalismo e alla sua apertura verso le persone sorde, Shem Tov seguiva lo staff di Acha, composto in gran parte da udenti, e sostituiva i amministratori delegati quando necessario. Shem Tov manteneva anche gli interessi di Acha presso gli uffici governativi e di fronte alle organizzazioni non governative simili. Un'organizzazione di nome Shema gestiva club per alunni sordi e con problemi di udito, e richiedeva al Ministero dell'Istruzione una parte della raccolta fondi annuale, stabilita da Shem Tov. Dopo che il Ministero dell'Istruzione aveva confermato la partecipazione di Shema e Micha ai ricavi della raccolta fondi, Shem Tov avviò l'idea di costituire l'Associazione Silenzio Giovani, una filiale non profit di Acha, per finanziare attività per minori di diciotto anni. L'idea non fu accettata dall'Assemblea Generale di Acha e venne abbandonata.